# Darley Arabian

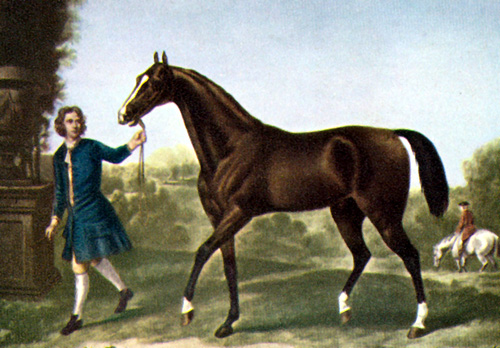
Darley Arabian, por John Wootton.

Darley Arabian (1700 - 1730) fue uno de los tres caballos sementales fundadores de la raza purasangre inglesa, junto con Godolphin Arabian y Byerley Turk.
Fue adquirido en 1704 por el cónsul británico en Alepo (actual Siria) Thomas Darley por 300 soberanos de oro. Poco después Darley envió el caballo a su padre Richard Darley en Inglaterra. 
Uno de los descendientes de Darley Arabian fue el invicto caballo de carreras Eclipse.